# Victor Crumière
Victor Marius Crumière né à Avignon le 22 novembre 1895 où il meurt le 2 mai 1950 est un peintre et décorateur français.

## Biographie
Très jeune, Victor Crumière suit les cours de Charles Vionnet et Jules Flour, professeurs à l’école des Beaux-Arts d'Avignon. Il y obtient de nombreux prix. 
Décorateur et architecte d’intérieur, il crée du mobilier, des panneaux décoratifs, des logos dans un style Art déco. Il s’intéresse aux méthodes de décoration tel que le faux marbre, le faux bois, les patines et la peinture craquelée. Il peint avec passion sa Provence, des paysages plein de lumière et des natures mortes toujours baignées de soleil. 
Il expose de 1920 à 1950 à Avignon — seul ou avec des groupes de peintres provençaux — et à Paris de 1927 à 1936 au Salon des artistes français où il obtient en 1928 une mention honorable et où il présente l'année suivante la toile Les Genêts, et à Nîmes de 1928 à 1946.
Il meurt brutalement à Avignon en 1950.

## Œuvres
- Avignon, musée Louis Vouland : une toile[3].